# Svømning under sommer-OL 2020 – 4x100 m medley (mixed)
4x100 m medley for mixed hold under Sommer-OL 2020 blev afholdt den 30. juli og 1. august 2020.

## Medaljefordeling
| Medaljetagere | Medaljetagere                                                                            | Medaljetagere | Medaljetagere |
| --- | ---------------------------------------------------------------------------------------- | --- | ------------- |
| Guld | Sølv                                                                                     | Bronze |               |
| Storbritannien · Kathleen Dawson (58.80) · Adam Peaty (56.78) · James Guy (50.00) · Anna Hopkin (52.00) · Freya Anderson[c] | Kina · Xu Jiayu (52.56) · Yan Zibei (58.11) · Zhang Yufei (55.48) · Yang Junxuan (52.71) | Australien · Kaylee McKeown (58.14) · Zac Stubblety-Cook (58.82) · Matthew Temple (50.26) · Emma McKeon (51.76) · Bronte Campbell[c] · Isaac Cooper[c] · Brianna Throssell[c] |               |

## Turneringsformat
Konkurrencen blev afviklet med indledende heats og finale. Efter de indledende heats gik de 8 bedste tider videre til finalen, hvor medaljerne blev fordelt. 

## Tidsplan
Nedenstående tabel viser tidsplanen for afvikling af konkurrencen:
| Dato      | Tid | Runde  |
| --------- | --- | ------ |
| 30. juli  | TBD | Heats  |
| 1. august | TBD | Finale |

## Resultater

### Heats
| Nr. | Heat | Bane | Navn                      | Nationalitet                                                                                                   | Tid     | Noter     |
| --- | ---- | ---- | ------------------------- | --- | ------- | --------- |
| 1   | 1    | 4    | Storbritannien            | Kathleen Dawson (58.50) Adam Peaty (57.08) James Guy (50.58) Freya Anderson (52.59)                            | 3:38.75 | Q, OR, ER |
| 2   | 1    | 5    | USA                       | Regan Smith (57.64) Andrew Wilson (59.09) Tom Shields (50.87) Abbey Weitzeil (53.42)                           | 3:41.02 | Q         |
| 3   | 2    | 4    | Kina                      | Xu Jiayu (52.67) Yan Zibei (58.61) Zhang Yufei (57.37) Yang Junxuan (53.64)                                    | 3:42.29 | Q         |
| 4   | 2    | 5    | Australien                | Isaac Cooper (53.55) Zac Stubblety-Cook (58.80) Brianna Throssell (57.62) Bronte Campbell (52.38)              | 3:42.35 | Q         |
| 5   | 2    | 6    | Italien                   | Simone Sabbioni (53.96) Nicolò Martinenghi (58.38) Elena Di Liddo (57.29) Federica Pellegrini (53.02)          | 3:42.65 | Q         |
| 6   | 1    | 3    | Holland                   | Kira Toussaint (1:00.12) Arno Kamminga (58.15) Nyls Korstanje (51.86) Ranomi Kromowidjojo (53.12)              | 3:43.25 | Q         |
| 7   | 2    | 3    | Ruslands Olympiske Komité | Grigory Tarasevich (52.99) Kirill Prigoda (59.33) Arina Surkova (57.47) Maria Kameneva (53.94)                 | 3:43.73 | Q         |
| 8   | 2    | 8    | Israel                    | Anastasia Gorbenko (59.59) Itay Goldfaden (59.65) Gal Cohen Groumi (51.06) Andrea Murez (53.64)                | 3:43.94 | Q, NR     |
| 9   | 2    | 2    | Japan                     | Anna Konishi (59.58) Shoma Sato (59.84) Katsuhiro Matsumoto (50.95) Rikako Ikee (53.78)                        | 3:44.15 |           |
| 10  | 1    | 2    | Tyskland                  | Marek Ulrich (53.82) Fabian Schwingenschlögl (58.35) Lisa Höpink (58.06) Annika Bruhn (53.96)                  | 3:44.19 |           |
| 11  | 2    | 7    | Grækenland                | Apostolos Christou (53.18) Konstadinos Meretsolias (1:00.10) Anna Ntountounaki (57.08) Theodora Drakou (54.41) | 3:44.77 | NR        |
| 12  | 2    | 1    | Hviderusland              | Mikita Tsmyh (54.88) Ilya Shymanovich (58.85) Anastasiya Kuliashova (58.12) Anastasiya Shkurdai (54.50)        | 3:46.35 |           |
| 13  | 1    | 6    | Canada                    | Javier Acevedo (54.31) Gabe Mastromatteo (59.91) Katerine Savard (57.97) Rebecca Smith (54.35)                 | 3:46.54 |           |
| 14  | 1    | 7    | Brasilien                 | Guilherme Basseto (54.03) Felipe Lima (59.68) Giovanna Diamante (58.26) Stephanie Balduccini (54.77)           | 3:46.74 |           |
| 15  | 1    | 8    | Ungarn                    | Benedek Kovács (53.76) Petra Halmai (1:08.11) Richárd Márton (51.49) Fanni Gyurinovics (53.79)                 | 3:47.15 | NR        |
| 16  | 1    | 1    | Polen                     | Paulina Peda (1:00.83) Jan Kozakiewicz (59.28) Jakub Majerski Kornelia Fiedkiewicz                             | DSQ     |           |

### Finale
| Placering                        | Bane | Nation                    | Svømmere                                                                                            | Tid     | Noter |
| -------------------------------- | ---- | ------------------------- | --------------------------------------------------------------------------------------------------- | ------- | ----- |
| 1                                | 4    | Storbritannien            | Kathleen Dawson (58.80) Adam Peaty (56.78) James Guy (50.00) Anna Hopkin (52.00)                    | 3:37.58 | VR    |
| 2. plads, sølvmedaljemodtager(e) | 3    | Kina                      | Xu Jiayu (52.56) Yan Zibei (58.11) Zhang Yufei (55.48) Yang Junxuan (52.71)                         | 3:38.86 |       |
| 3                                | 6    | Australien                | Kaylee McKeown (58.14) Zac Stubblety-Cook (58.82) Matthew Temple (50.26) Emma McKeon (51.73)        | 3:38.95 |       |
| 4                                | 2    | Italien                   | Thomas Ceccon (52.23) Nicolò Martinenghi (57.73) Elena Di Liddo (56.62) Federica Pellegrini (52.70) | 3:39.28 |       |
| 5                                | 5    | USA                       | Ryan Murphy (52.23) Lydia Jacoby (1:05.09) Torri Huske (56.27) Caeleb Dressel (46.99)               | 3:40.58 |       |
| 6                                | 7    | Holland                   | Kira Toussaint (59.45) Arno Kamminga (57.89) Nyls Korstanje (51.34) Femke Heemskerk (52.57)         | 3:41.25 | NR    |
| 7                                | 1    | Ruslands Olympiske Komité | Evgeny Rylov (52.79) Kirill Prigoda (59.15) Svetlana Chimrova (56.95) Maria Kameneva (53.56)        | 3:42.45 |       |
| 8                                | 8    | Israel                    | Anastasia Gorbenko (59.55) Itay Goldfaden (59.86) Gal Cohen Groumi (51.58) Andrea Murez (53.78)     | 3:44.77 |       |